# NGC 613
NGC 613 es una galaxia espiral barrada (SBbc) localizada en la dirección de la constelación de Sculptor. Posee una declinación de -29° 25' 6,56" y una ascensión recta de 1 horas, 34 minutos y 18,235 segundos. 
La galaxia NGC 613 fue descubierta el 9 de diciembre de 1798 por el astrónomo William Herschel.
El 20 de septiembre de 2016 el astrónomo aficionado argentino Víctor Buso registró, mediante fotografías de la galaxia, la explosión de la supernova SN 2016gkg, siendo la primera y única vez vez en la historia que se logra un registro fotográfico de una explosión de este tipo desde el momento mismo de su inicio.

## Citas
1. ↑  Bersten, M. C. et al. (22 de febrero de 2018). «A surge of light at the birth of a supernova». Nature 554: 497-499. doi:10.1038/nature25151. Consultado el 23 de febrero de 2018.